# Wolf Koenig
Wolf Koenig (* 17. Oktober 1927 in Dresden; † 26. Juni 2014 in Toronto) war ein aus Deutschland stammender kanadischer Filmregisseur, Produzent, Animator und Kameramann.

## Leben und Karriere
Koenig kam in Dresden zur Welt, emigrierte jedoch mit seinen Eltern 1937 nach Kanada. Die Familie ließ sich unweit von Galt nieder, wo sie eine Farm kaufte. Koenig kam erstmals im Mai 1948 mit dem National Film Board of Canada in Berührung, als eine Filmcrew des NFB unweit der Farm der Eltern einen landwirtschaftlichen Film drehte. Regisseur Raymond Garceau riet dem filminteressierten Koenig, sich beim NFB zu bewerben. Bereits im Juli 1948 wurde Koenig beim NFB als Splicer angestellt und kam 1950 zum Animationsstudio des NFB. Schnell erkannte man in ihm das Multitalent: In zahlreichen Animations- und Dokumentarfilmen war er ab den 1950er-Jahren als Animator oder Kameramann tätig, darunter als Kameramann beim mit einem Oscar ausgezeichneten Kurzfilm Neighbours von Norman McLaren.
Als Regisseur war Koenig erstmals Ende der 1950er-Jahre tätig und führte Co-Regie unter anderem bei den Dokumentarfilmen City of Gold und The Days Before Christmas (beide 1958), die heute als NFB-Klassiker des Genres gelten. Mit Colin Low, Terence Macartney Filgate, Roman Kroitor und Tom Daly wurde Koenig in den Folgejahren zu einem der prägenden Dokumentarfilmer der Unit B des NFB. Die Unit B gilt noch heute „als weltbekannte Quelle innovativer Filme, die inzwischen Klassiker des Dokumentarfilms geworden sind“. Koenigs Filme waren im Gegensatz zu denen seiner Kollegen „durch einen gehobenen Stil und oftmals eine feine Ironie in der Betrachtung des menschlichen Verhaltens und der modernen Gesellschaft“ charakterisiert. Er gilt als ein intuitiver Dokumentarfilmer mit scharfer Beobachtungsgabe. Bis 1965 arbeitete Koenig am NFB mehrfach mit Roman Kroitor zusammen, darunter am oscarnominierten Kurzdokumentarfilm City of Gold (1958) sowie am Paul-Anka-Film Lonely Boy, einem Wegbereiter des rockmusikbezogenen Dokumentarfilms. Mit seiner Arbeit an der Dokumentarfilmreihe Candid Eye wurde Koenig zudem zu einem der Filmpioniere des Direct Cinema.
Von 1962 bis 1967 sowie von 1972 bis 1975 war Koenig ausführender Produzent der englischsprachigen Animationsabteilung des NFB. Als Produzent wurde er von 1967 bis 1969 drei Mal in Folge für einen Oscar in der Kategorie „Bester animierter Kurzfilm“ nominiert: Für The Drag (entstanden 1966, nominiert 1967), What on Earth! (1966/1968) und The House that Jack Built (1967/1969). Zur gleichen Zeit war er weiterhin als Animator und Kameramann bei herausragenden Filmproduktionen aktiv, so war er 1960 an der Animation von Lows und Kroitors Film Der Himmel über uns (Universe) beteiligt, der Stanley Kubrick als Vorbild für verschiedene Sequenzen im Klassiker 2001: Odyssee im Weltraum diente. Nach 1975 arbeitete Koenig zunehmend an dokumentarischen Lehrfilmen sowie Kurzfilmen, er war weiterhin als Produzent von Animations- und Dokumentarfilmen tätig.
Koenig zog sich 1995 aus dem Filmgeschäft zurück und ließ sich in Westport nieder. Danach trat er gelegentlich noch im Independent-Film-Bereich in Erscheinung und widmete sich im Übrigen dem Möbelbau.

## Filmografie (Auswahl)
- 1952: Neighbours
- 1952: The Romance of Transportation in Canada
- 1954: Corral
- 1955: Gold
- 1958: The Days Before Christmas
- 1958: City of Gold
- 1959: Glenn Gould – On & Off the Record
- 1960: Der Himmel über uns (Universe)
- 1962: Lonely Boy
- 1963: Experimental Film
- 1965: Stravinsky
- 1965: The Drag
- 1966: What on Earth!
- 1967: The House that Jack Built
- 1969: To See or Not to See
- 1970: N-Zone
- 1973: The Family That Dwelt Apart
- 1976: The Street
- 1977: The Hottest Show on Earth
- 1982: Ted Baryluk’s Grocery
- 1993: Kanehsatake: 270 Years of Resistance

## Auszeichnungen (Auswahl)
- 1958: Canadian Film Award, Kanadischer Film des Jahres, für City of Gold
- 1963: Canadian Film Award, Kanadischer Film des Jahres, für Lonely Boy
- 1966: BAFTA-Nominierung (Flaherty Documentary Award) für Stravinsky
- 1967: Oscarnominierung, Kategorie Bester animierter Kurzfilm, für The Drag
- 1968: Oscarnominierung, Kategorie Bester animierter Kurzfilm, für What on Earth!
- 1969: Oscarnominierung, Kategorie Bester animierter Kurzfilm, für The House that Jack Built
- 1984: Genie Award, Bester Kurzfilm, für Ted Baryluk’s Grocery
- 1994: Genie-Award-Nominierung, Bester Dokumentarfilm, für Kanehsatake: 270 Years of Resistance